# Herb Jatznick
Herb Jatznick – herb gminy Jatznick stanowi dwudzielną w słup hiszpańską tarczę herbową, na której w pierwszym srebrnym polu niebieska gałąź jesionu, w drugim niebieskim polu bocian o naturalnych kolorach z podniesioną prawą nogą. 
Herb został zaprojektowany przez heraldyka Heinza Kippnicka ze Schwerina i zatwierdzony 12 lutego 2002 przez Ministerstwo Spraw Wewnętrznych (Bundesministerium des Innern, für Bau und Heimat).

## Objaśnienie herbu
Występująca w herbie gałąź jesionu jest mówiącym znakiem nazwy miejscowości, która wywodzi się z języka słowiańskiego i oznacza las jesionowy. Bocian odnosi się do licznych miejsc gnieżdżenia bociana białego na terenie gminy. Tynktura herbu w kolorze srebrnym i niebieskim wskazuje na przynależność gminy do Pomorza Przedniego.